# Chlorophorus hefferni
Chlorophorus hefferni là một loài bọ cánh cứng trong họ Cerambycidae.